# ミサイル珍道中
『ミサイル珍道中』（ミサイルちんどうちゅう、The Road to Hong Kong）は、1962年のコメディ映画。ビング・クロスビー、ボブ・ホープが主演する「珍道中シリーズ」の第7作目である。監督はノーマン・パナマ。シリーズ中で唯一、パラマウント・ピクチャーズが制作に関与していない作品である。配給はユナイテッド・アーティスツで行われた。
それまでのシリーズで主演の一人だったドロシー・ラムーアはカメオ出演となり、その役割はジョーン・コリンズに交代となっている。これに関して、当時48歳だったラムーアにクロスビーが「彼女が主演女優になるには年を取りすぎている」と思い起用に難色を示す一方、ホープはラムーアなしでの撮影を拒否したことから、二人の意見の折衷案としてこのような形となったという。

## キャスト
※括弧内はテレビ版日本語吹替（DVD収録・約72分）
- ハリー・ターナー：ビング・クロスビー（中村正）
- チェスター・バブコック：ボブ・ホープ（藤村有弘）
- ダイアン：ジョーン・コリンズ（鈴木弘子）
- 第3エシェロンのリーダー：ロバート・モーレイ
- ゾルブ博士：ウォルター・ゴテル（水島晋）
- 本人役：ドロシー・ラムーア

以下はカメオ出演（ノンクレジット）
- デヴィッド・ニーヴン
- ピーター・セラーズ（大塚周夫）
- ジェリー・コロンナ
- パット・オブライエン
- フランク・シナトラ
- ディーン・マーティン

## スタッフ
- 監督：ノーマン・パナマ
- 製作：メルヴィン・フランク
- 脚本：ノーマン・パナマ、メルヴィン・フランク
- 撮影：ジャック・ヒルデヤード
- 音楽：ロバート・ファーノン
- 字幕翻訳：桜井文
- 吹替翻訳：上田公子